# Серга
Се́рга (ест. Serga) — село в Естонії, входить до складу волості Меремяе, повіту Вирумаа.